# Juan Ramón Alsina
Juan Ramón Alsina (n. Montevideo, Uruguay; 15 de noviembre de 1989) es un futbolista uruguayo. Juega de defensor y su equipo actual es Club Atlético Alvarado, de la Primera B Nacional.

## Carrera

### Clubes
Alsina comenzó su carrera en su tierra natal con Huracán Buceo, haciendo doce apariciones en tres años a partir del 2007; Inicialmente en la Segunda División, antes del descenso en la temporada 2008-09. En 2010, Sud América, contrató a Alsina. Después de tres temporadas en el segundo nivel, consiguieron el campeonato de la temporada 2012-13. Su primer partido en la élite del fútbol uruguayo fue un 30 de noviembre de 2013 durante un empate a 1 contra Defensor Sporting. Treinta apariciones más tarde, en enero de 2016, Alsina se mudó a la Primera B Nacional de Argentina para jugar en Villa Dálmine. Su paso por el club duró entre las temporadas 2016 y 2016-17, apareciendo cincuenta y siete veces.
En su regreso a Sud América, completó la temporada 2017, ya que sufrieron el descenso a Segunda División. Liverpool fue el próximo equipo para Alsina, participando en seis partidos. El 8 de agosto de 2018, Alsina volvió a Argentina para jugar en Guillermo Brown, también de la Primera B Nacional. Hizo su debut frente a Brown de Adrogué el 26 de agosto, donde el equipo salió derrotado. Su primer gol con el club de Puerto Madryn fue el 31 de marzo de 2019 en la victoria por 3-1 sobre Deportivo Morón.

### Selección
Alsina representó a la Selección sub-20 de Uruguay, incluso en un amistoso contra México el 15 de mayo de 2008.

## Clubes
|  | Club            | País         | Año         |
|  | --------------- | ------------ | ----------- |
|  | Huracán Buceo   | Uruguay      | 2007 - 2010 |
|  | Sud América     | Uruguay      | 2010 - 2016 |
|  | Villa Dálmine   | Argentina    | 2016 - 2017 |
|  | Sud América     | Uruguay      | 2017        |
|  | Liverpool       | Uruguay      | 2018        |
|  | Guillermo Brown | Argentina    | 2018 - 2019 |
|  | Borneo F.C.     | 🇮🇩 Indonesia | 2019 - 2020 |
|  | Alvarado        | 🇦🇷 Argentina | 2020 - Act. |

## Estadísticas

### Clubes
- Actualizado hasta el 21 de abril de 2019.

| Huracán Buceo · Uruguay |                     |                     |     |   |   |   |   |    |     |   |
| 2.ª | 2007-08             | 3                   | 0   | - | - | - | - | 3  | 0   |   |
| 2.ª | 2008-09             | 9                   | 0   | - | - | - | - | 9  | 0   |   |
| Total club | Total club          | Total club          | 12  | 0 | - | - | - | -  | 12  | 0 |
| Sud América · Uruguay |                     |                     |     |   |   |   |   |    |     |   |
| 2.ª | 2010-11             | 14                  | 0   | - | - | - | - | 14 | 0   |   |
| 2.ª | 2011-12             | 15                  | 1   | - | - | - | - | 15 | 1   |   |
| 2.ª | 2012-13             | 12                  | 1   | - | - | - | - | 12 | 1   |   |
| 1.ª | 2013-14             | 10                  | 0   | - | - | - | - | 10 | 0   |   |
| 1.ª | 2014-15             | 12                  | 0   | - | - | - | - | 12 | 0   |   |
| 1.ª | 2015-16             | 9                   | 0   | - | - | - | - | 9  | 0   |   |
| 1.ª | 2017                | 17                  | 0   | - | - | - | - | 17 | 0   |   |
| Total club | Total club          | Total club          | 89  | 2 | - | - | - | -  | 89  | 2 |
| Villa Dálmine Argentina |                     |                     |     |   |   |   |   |    |     |   |
| 2.ª | 2016                | 17                  | 0   | 1 | 0 | - | - | 18 | 0   |   |
| 2.ª | 2016-17             | 39                  | 0   | 0 | 0 | - | - | 39 | 0   |   |
| Total club | Total club          | Total club          | 56  | 0 | 1 | 0 | - | -  | 57  | 0 |
| Liverpool · Uruguay |                     |                     |     |   |   |   |   |    |     |   |
| 1.ª | 2018                | 6                   | 0   | - | - | - | - | 6  | 0   |   |
| Total club | Total club          | Total club          | 6   | 0 | - | - | - | -  | 6   | 0 |
| Guillermo Brown Argentina |                     |                     |     |   |   |   |   |    |     |   |
| 2.ª | 2018-19             | 18                  | 1   | 0 | 0 | - | - | 18 | 1   |   |
| Total club | Total club          | Total club          | 18  | 1 | 0 | 0 | - | -  | 18  | 1 |
| Total en su carrera | Total en su carrera | Total en su carrera | 181 | 3 | 1 | 0 | - | -  | 182 | 3 |
| (1) Las copas nacionales se refiere a la Copa Argentina. (2) Las copas internacionales se refiere a la Copa Libertadores y a la Copa Sudamericana. |                     |                     |     |   |   |   |   |    |     |   |

### Selección
| Selección | Año   | Amistosos | Amistosos | Eliminatorias | Eliminatorias | Mundial | Mundial | Copa América | Copa América | Sudamericano Sub-20 | Sudamericano Sub-20 | Mundial Sub-20 | Mundial Sub-20 | Juegos Olímpicos | Juegos Olímpicos | Total | Total | Media goleadora |
| Selección | Año   | PJ        | G         | PJ            | G             | PJ      | G       | PJ           | G            | PJ                  | G                   | PJ             | G              | PJ               | G                | PJ    | G     | Media goleadora |
| --------- | ----- | --------- | --------- | ------------- | ------------- | ------- | ------- | ------------ | ------------ | ------------------- | ------------------- | -------------- | -------------- | ---------------- | ---------------- | ----- | ----- | --------------- |
| Sub-20    | 2008  | 1         | 0         | -             | -             | -       | -       | -            | -            | -                   | -                   | -              | -              | -                | -                | 1     | 0     | 0               |
| Sub-20    | Total | 1         | 0         | -             | -             | -       | -       | -            | -            | -                   | -                   | -              | -              | -                | -                | 1     | 0     | 0               |